# عملة 5 ريال يمني
تُعد عملة 5 ريال يمني أحد الفئات النقدية للريال اليمني.

## الإصدارات الورقية
| الإصدار | الصورة   | الصورة  | القيمة | اللون الأساسي | الوصف                 | الوصف             |
| الإصدار | الأمامية | الخلفية | القيمة | اللون الأساسي | الوجه الأمامي         | الوجه الخلفي      |
| ------- | -------- | ------- | ------ | ------------- | --------------------- | ----------------- |
| 1990    |          |         | 5 ريال | أحمر          | مبنى في صنعاء القديمة | قلعة القاهرة، تعز |

## الإصدارات المعدنية
| \| \|                                 | \| \|                                 | \| \|                             | \| \|                             | \| \| |
| ------------------------------------- | ------------------------------------- | --------------------------------- | --------------------------------- | ----- |
| 5 ريال يمني معدني (1993)              |                                       |                                   |                                   |       |
| الوجه : البنك المركزي اليمني 5 ريالات | الوجه : البنك المركزي اليمني 5 ريالات | العكس : مبنى البنك المركزي اليمني | العكس : مبنى البنك المركزي اليمني |       |
| الكتلة 4.5 غ                          | المعدن فولاذ غير قابل للصدأ           | القطر 22.85 مم                    | السُمك 1.7 مم                      |       |
| المصمم(ون)                            | المصمم(ون)                            | الحواف                            | الحواف                            |       |
| الطرازات 1993                         | الطرازات 1993                         | القيمة الاسمية 5 ريال يمني        | القيمة الاسمية 5 ريال يمني        |       |
|                                       |                                       |                                   |                                   |       |

| \| \|                                 | \| \|                                 | \| \|                             | \| \|                             | \| \| |
| ------------------------------------- | ------------------------------------- | --------------------------------- | --------------------------------- | ----- |
| 5 ريال يمني معدني (2000)              |                                       |                                   |                                   |       |
| الوجه : البنك المركزي اليمني 5 ريالات | الوجه : البنك المركزي اليمني 5 ريالات | العكس : مبنى البنك المركزي اليمني | العكس : مبنى البنك المركزي اليمني |       |
| الكتلة 4.5 غ                          | المعدن فولاذ غير قابل للصدأ           | القطر 22.85 مم                    | السُمك 1.7 مم                      |       |
| المصمم(ون)                            | المصمم(ون)                            | الحواف                            | الحواف                            |       |
| الطرازات 2000                         | الطرازات 2000                         | القيمة الاسمية 5 ريال يمني        | القيمة الاسمية 5 ريال يمني        |       |
|                                       |                                       |                                   |                                   |       |

| \| \|                                 | \| \|                                 | \| \|                             | \| \|                             | \| \| |
| ------------------------------------- | ------------------------------------- | --------------------------------- | --------------------------------- | ----- |
| 5 ريال يمني معدني (2001)              |                                       |                                   |                                   |       |
| الوجه : البنك المركزي اليمني 5 ريالات | الوجه : البنك المركزي اليمني 5 ريالات | العكس : مبنى البنك المركزي اليمني | العكس : مبنى البنك المركزي اليمني |       |
| الكتلة 4.5 غ                          | المعدن فولاذ غير قابل للصدأ           | القطر 22.85 مم                    | السُمك 1.7 مم                      |       |
| المصمم(ون)                            | المصمم(ون)                            | الحواف                            | الحواف                            |       |
| الطرازات 2001                         | الطرازات 2001                         | القيمة الاسمية 5 ريال يمني        | القيمة الاسمية 5 ريال يمني        |       |
|                                       |                                       |                                   |                                   |       |

| \| \|                                 | \| \|                                 | \| \|                             | \| \|                             | \| \| |
| ------------------------------------- | ------------------------------------- | --------------------------------- | --------------------------------- | ----- |
| 5 ريال يمني معدني (2004)              |                                       |                                   |                                   |       |
| الوجه : البنك المركزي اليمني 5 ريالات | الوجه : البنك المركزي اليمني 5 ريالات | العكس : مبنى البنك المركزي اليمني | العكس : مبنى البنك المركزي اليمني |       |
| الكتلة 4.5 غ                          | المعدن فولاذ غير قابل للصدأ           | القطر 22.85 مم                    | السُمك 1.7 مم                      |       |
| المصمم(ون)                            | المصمم(ون)                            | الحواف                            | الحواف                            |       |
| الطرازات 2004                         | الطرازات 2004                         | القيمة الاسمية 5 ريال يمني        | القيمة الاسمية 5 ريال يمني        |       |
|                                       |                                       |                                   |                                   |       |

## طالع أيضًا
- قائمة النقود المعدنية اليمنية